# Distretto di Tarma
Il distretto di Tarma  è uno dei  nove distretti della provincia di Tarma, in Perù. Si trova nella regione di Junín e si estende su una superficie di  459,95 chilometri quadrati.